# مؤسسة سيفا
منظمة سيفا هي منظمة دولية صحية غير ربحية مقرها في بيركلي، كاليفورنيا المعروفة لمنع وعلاج العمى وغيرها من الإعاقات البصرية. وقد شارك في تأسيسها في عام 1978 من قبل الدكتور لاري بريليانت، رام داس، ويفي غريفي، نيكول غراسيه وغوفيندابا فينكاتسوامي. عمل ستيف جوبز كمستشار أول ومساهم رئيسي.
تعمل منظمة سيفا مع المجتمعات المحلية في أكثر من 20 دولة حول العالم لتطوير برامج تدار محليًا، ومناسبة ثقافيًا، وقائمة على الاكتفاء الذاتي لزيادة الوصول إلى رعاية العيون. تعمل مؤسسة سيفا مع مستشفيات وعيادات صحة العيون المحلية في آسيا الوسطى وجنوب شرق آسيا وأوروبا الشرقية وأمريكا اللاتينية وجميع أنحاء أفريقيا جنوب الصحراء الكبرى. تعمل المؤسسة أيضًا مع المجتمعات الأصلية في أمريكا الشمالية من خلال مبادرة البصر الأمريكية الهندية.

## تاريخ المؤسسة
تأسست منظمة سيفا، ومقرها بيركلي، كاليفورنيا، في عام 1978 من قبل خبير الصحة العامة لاري بريليانت،  والزعيم الروحي رام داس  والناشط الإنساني ويفي جرافي. ومن بين المؤسسين الآخرين د. جوفيندابا فينكاتاسوامي، المؤسس لمؤسسة أرافيند للعيون، ونيكول جراست، كبيرة مستشاري حملة منظمة الصحة العالمية للقضاء على مرض الجدري. شارك ستيف جوبز أيضًا كمستشار في اجتماعات منظمة سيفا المبكرة وقدم أول تبرع نقدي كبير إلى جانب Apple II لإدخال نتائج استبيان رعاية العيون وتحليلها في برنامج نيبال الأصلي.